# NGC 2575
NGC 2575 ist eine Spiralgalaxie vom Hubble-Typ Sc im Sternbild Krebs auf der Ekliptik. Sie ist schätzungsweise 170 Millionen Lichtjahre von der Milchstraße entfernt.
Das Objekt wurde am 23. Februar 1878 von Edouard Stephan entdeckt.
Am 22. Januar 2002 wurde in NGC 2575 die Supernova SN 2002an entdeckt.